# ورزشگاه مرکزی (یکاترینبورگ)
ورزشگاه مرکزی یکاترینبورگ (روسی: Центральный стадион) یک ورزشگاه فوتبال در شهر یکاترینبورگ، روسیه است.
این ورزشگاه که در سال ۱۹۵۷ تأسیس شده دارای ۳۵٬۰۰۰ نفر ظرفیت می‌باشد و یکی از ورزشگاه‌های جام جهانی فوتبال ۲۰۱۸ است.